# 법선 매핑

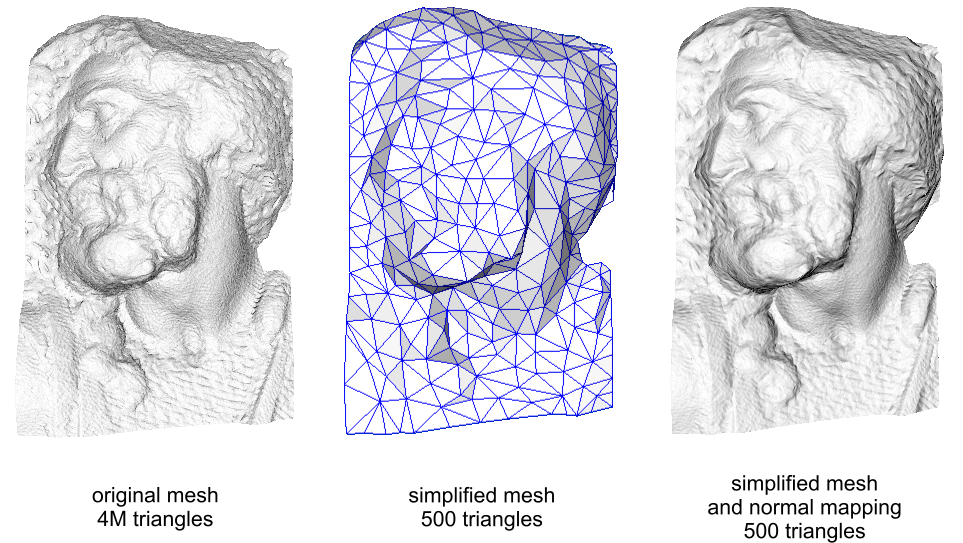
단순해진 메시(mesh)를 더 자세하게 만들기 위해 사용되는 법선 매핑.

법선 매핑, 노멀 매핑(normal mapping)은 3차원 컴퓨터 그래픽스에서 튀어나온 곳과 움푹 틀어간 곳의 빛을 왜곡시키는 기법으로, 범프 매핑의 구현체이다. Dot3 bump mapping이라고도 한다. 더 많은 폴리곤을 사용하지 않고 세세한 부분을 추가하기 위해 사용한다.
법선 맵은 일반적으로 일반적인 RGB 이미지로 저장되며 여기서 RGB 요소는 법선면의 X, Y, Z 축과 각각 일치한다.

## 역사
높은 폴리곤 모형에서 기하하적인 상세한 부분을 취하는 개념은 Krishnamurthy와 Levoy, Proc SIGGRAPH 1996의 《부드러운 표면을 촘촘한 폴리곤 메시에 맞추기》(Fitting Smooth Surfaces to Dense Polygon Meshes)에 첫 선을 보였으며 여기에서 NURB 위에 변위 매핑을 만드는데 이러한 접근이 사용되었다. 1998년에, 법선 매핑을 가지고 높은 폴리곤 메시를 낮은 폴리곤 메시로 세세한 부분을 바꾸는 주요 개념과 함께 두 개의 논문이 Cohen 등에 의해 제시되었으며(SIGGRAPH 1998) Cignoni 등에 의해 《단순화된 메시에 특성 값을 보존하는 보편적 방법》(A general method for preserving attribute values on simplified meshes)에 제시되었다. (IEEE Visualization '98)

## 렌더링

법선 매핑 기법을 사용한 렌더링. 왼쪽은 여러 솔리드 메시(solid mesh)이다. 오른쪽은 왼쪽의 메시로부터 연산된 법선 맵을 갖춘 플레인(plane) 표면이다.

## 같이 보기
- 텍스처 매핑
- 범프 매핑
- 변위 매핑